# 广东华兴银行
广东华兴银行（Guangdong Huaxing Bank），前身汕头市商业银行，创立于1997年2月，后因高息揽存、挪用资金和账外贷款等一系列经营问题，出现支付危机，2001年8月起被中国人民银行责令停业，2011年10月30日，经历10年停业重组后的汕商行改名广东华兴银行重新开业，同时设立广州分行。现时运营总部设在广州市天河区金融城，总行注册地在汕头市金平区，设有广州、佛山、深圳、东莞、江门、珠海、惠州、汕头异地分行。截至2021年12月31日，广东华兴银行资产总额3744.24亿元，较年初增加442.55亿元，增长13.40%；发放贷款和垫款1888.17亿元，较年初增加274.35亿元，增长17.00%；吸收存款2656.98亿元，较年初增加254.65亿元，增长10.60%

## 历史
- 1987年，汕头市开始按程序申请试办城市信用社，自成立后发展很快。至 1988 年，汕头市区先后建立安平、同平、公园、金砂区、职工、特区和揭阳县榕城镇、工商联、民兴、澄海县、普宁县、饶平县黄岗镇等 12 家城市信用合作社。
- 1997年2月，汕头市内安平信用社、同平信用社、公园信用社、金砂信用社、特区信用社、职工信用社、建融信用社、华融信用社、天融信用社、龙融信用社、达濠信用社、金券信用社和城市信用联社等 13 家城市信用社根据人民银行的批准同意合并成立汕头城市合作银行。注册资本4.14亿元。成立之初，拥有下属分支机构67个，职工1688人。
- 1999年1月，更名为汕头市商业银行股份有限公司。
- 1999年7月7日起，汕头商业银行对公存款无法支付，个人储蓄存款只能限制小额支付，支付风险全面爆发。
- 2001年，汕商行坏账高达40多亿元，无法向私人储户偿付的债务约15亿元，甚至包括企业和汕头市财政局等部门的大批资金。[2]
- 2001年8月10日，汕商行由于经营问题被人民银行责令停业整顿。
- 2008年10月进入重组程序，经审计，截至2008年6月末，汕头市商业银行资产总额13.98亿元，负债总额68.82亿元，净资产-54.84亿元，或有负债为1.84亿元。[2]
- 2011年10月30日，重组完成，更名为广东华兴银行重新开业，同时设立广州分行。注册资本50亿元。重组时华兴银行把原汕商行的历史债务和资产全部剥离，只承接其营业执照。[3]
- 2013年1月30日，佛山分行开业。
- 2013年3月12日，深圳分行开业。

## 图集

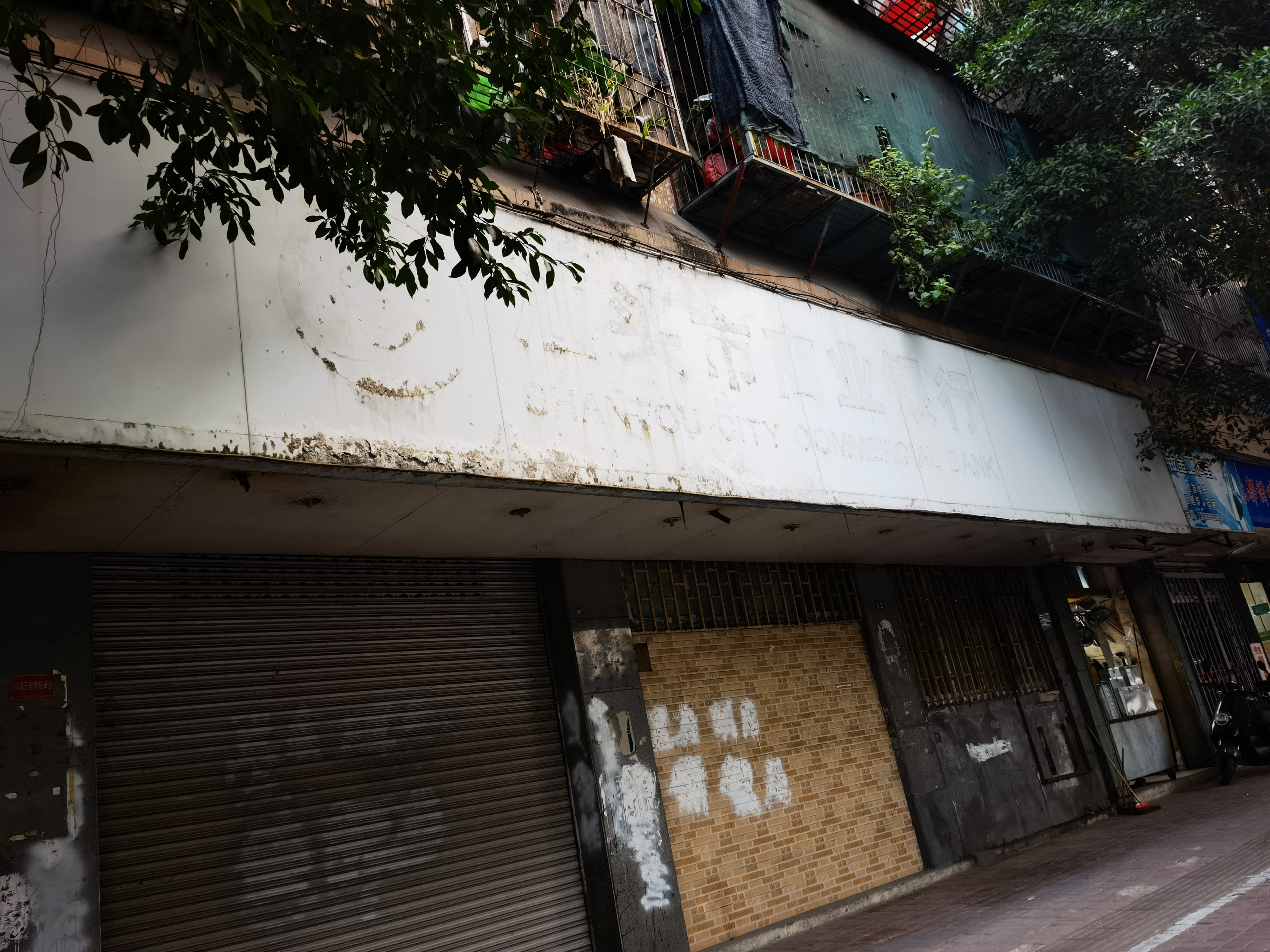
前汕头商业银行的一家支行，招牌上的字体有所残留
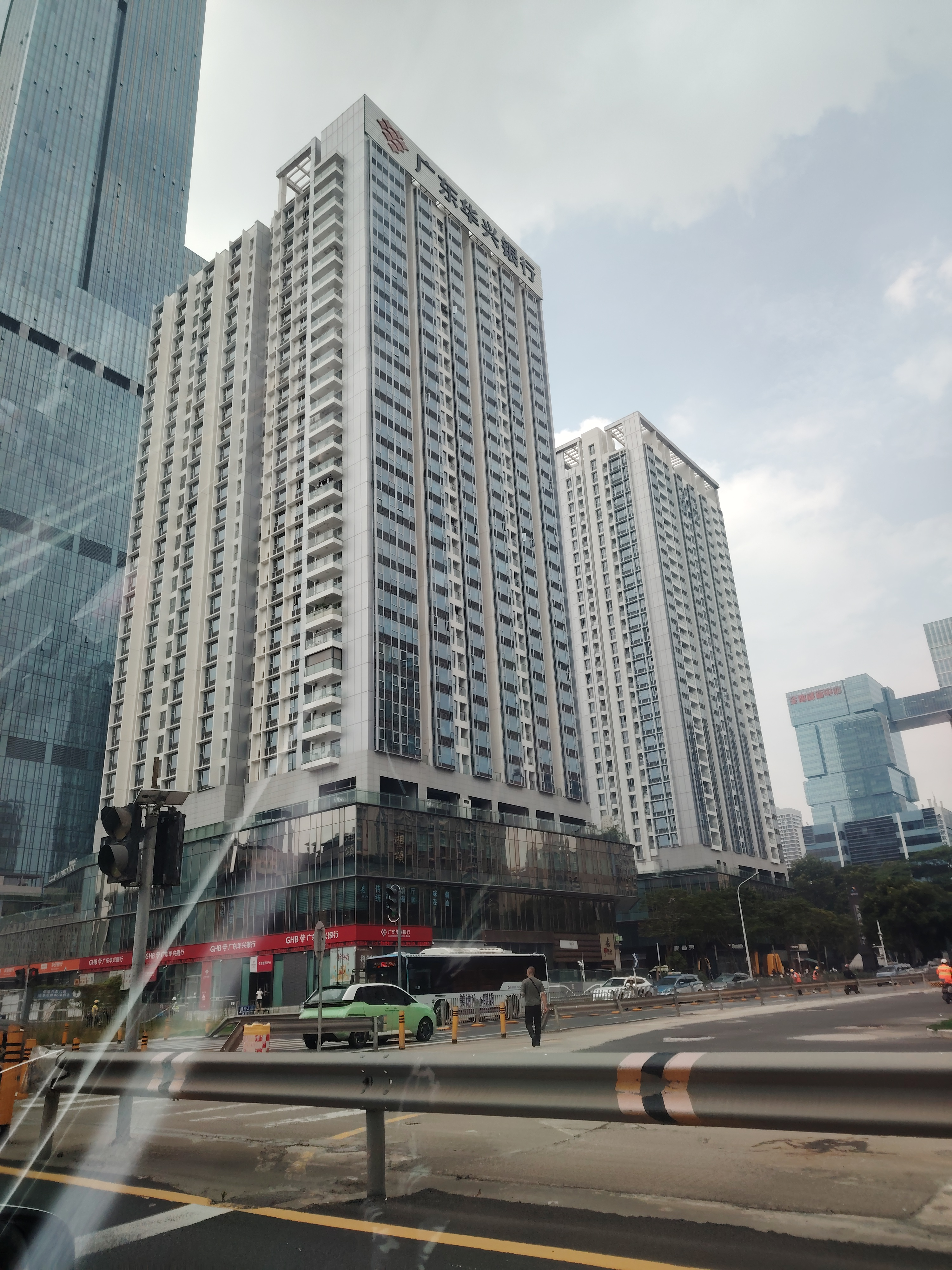
深圳分行
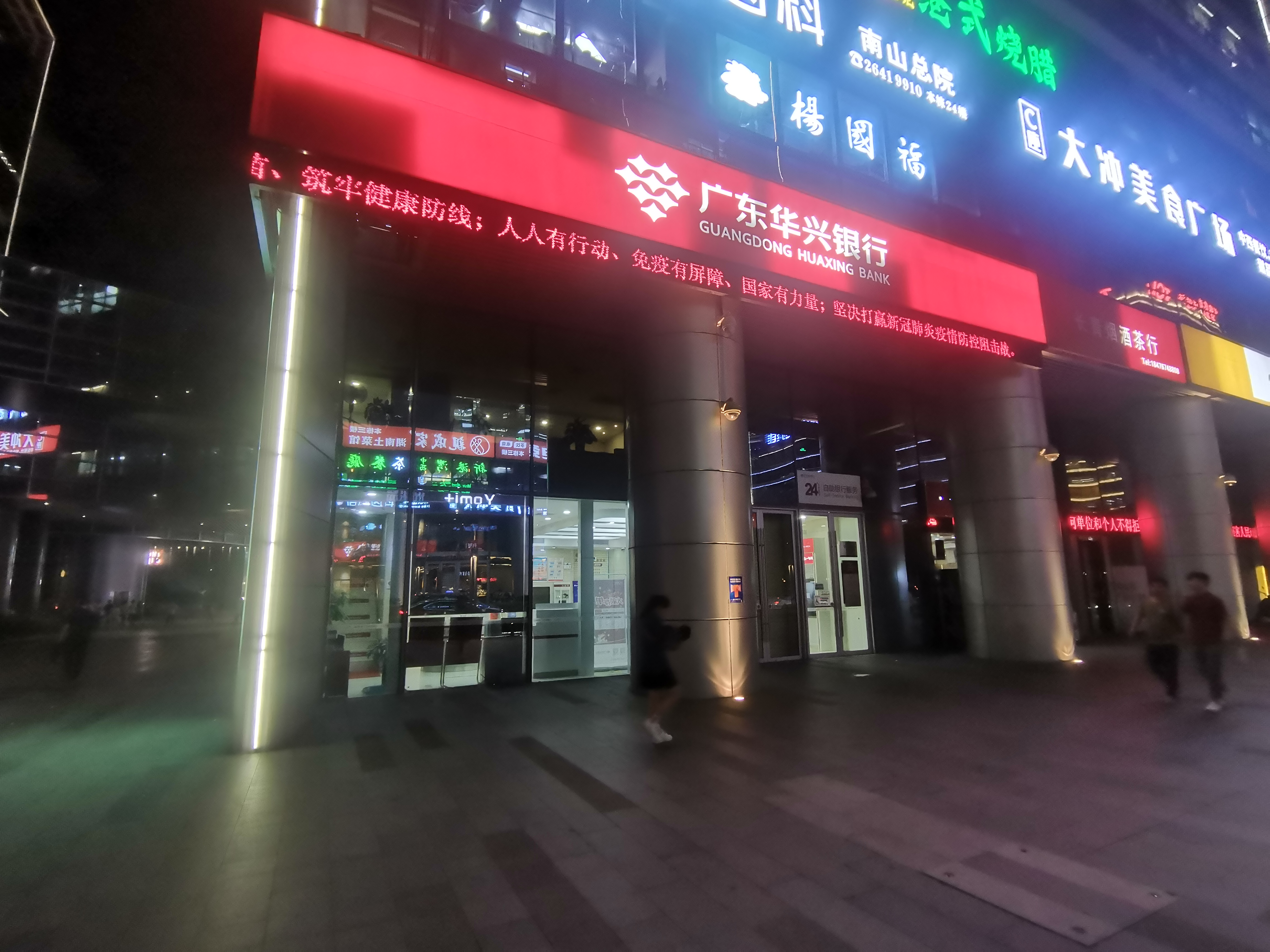
深圳华润城支行